# Dick Ket
Dick Ket (Den Helder, 10 ottobre 1902 – Bennekom, 15 settembre 1940) è stato un pittore olandese.

## La vita
Nato a Den Helder, Dick Ket passò la sua giovinezza a Hoorn e poi ad Ede prima di seguire studi d'arte al Kunstoefening ad Arnhem dal 1922 al 1925. Nato con un grave difetto cardiaco (si pensa essere la Tetralogia di Fallot con destrocardia, che porta ad un deterioramento degli organi), non poté viaggiare a causa sia della sua debolezza fisica sia delle sue fobie; visse recluso con i suoi genitori a Bennekom dal 1930 fino alla sua morte, avvenuta dieci anni dopo.
Conobbe l'arte moderna principalmente attraverso riproduzioni e concentrò la sua produzione su nature morte ed autoritratti.

## Opere

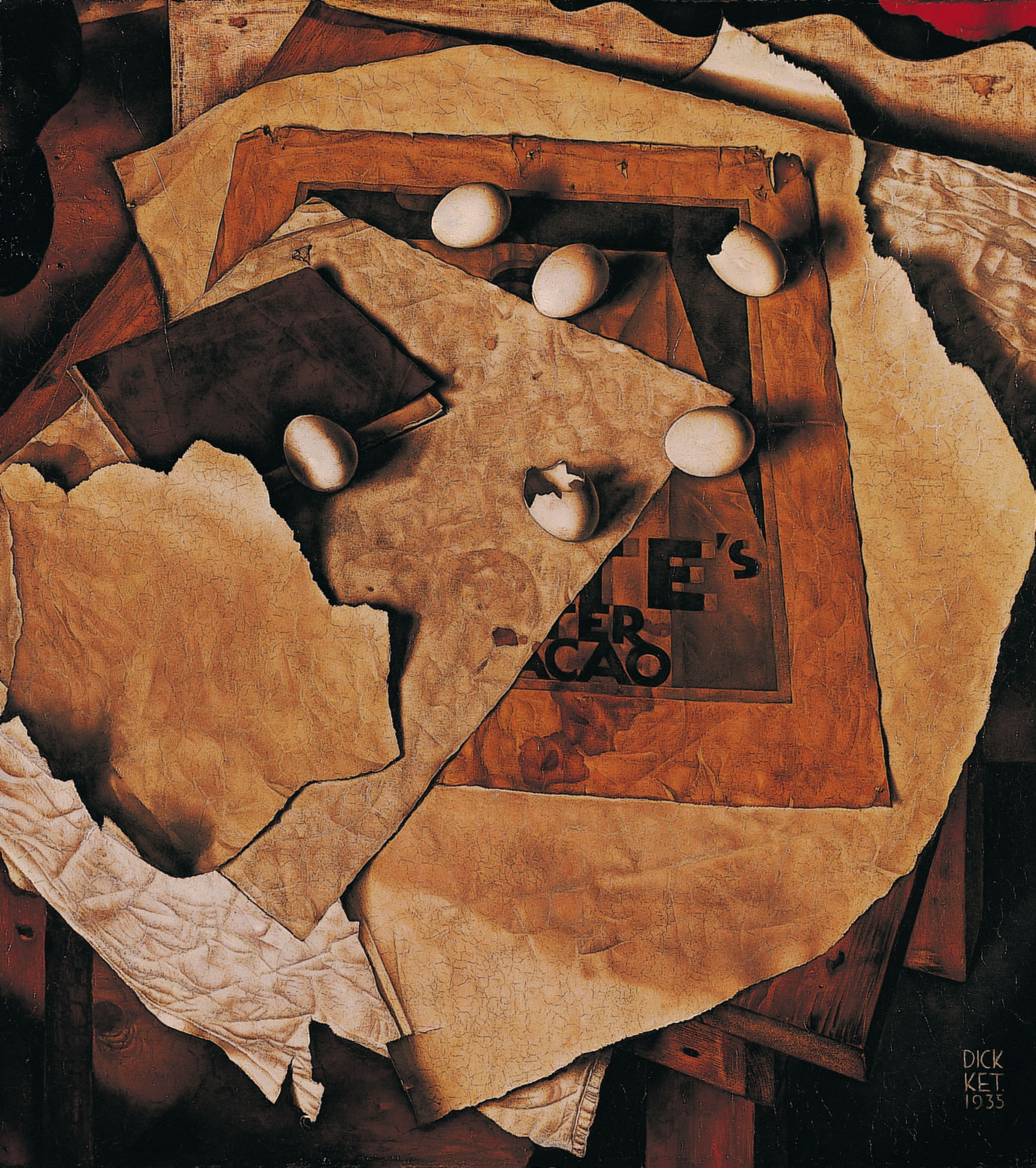
Ket stillifeeggs, 1935

Sebbene i primi dipinti di Ket siano di stile impressionistico, venne influenzato nel 1929 dalla Nuova oggettività, che lo portò ad identificarsi nel realismo magico.
I suoi soggetti preferiti nelle nature morte erano oggetti della sua vita quotidiana come bottiglie, uova e strumenti musicali che venivano affiancati in composizioni angolari, viste dall'alto, con forti ombre. Queste composizioni risentono dell'influenza del cubismo, filtrato e conosciuto tramite i poster di Cassandre, spesso dipinti nei quadri di Dick Ket. Un'altra fonte di ispirazione fu la pittura dei primitivi fiamminghi, molto ammirata da Dick Ket per la sua atmosfera di austera reverenza che lui definì come la sua qualità di "intrusività".
Ket dipinse circa 140 quadri, di cui 40 autoritratti. A causa delle sue sperimentazioni tecniche per la miscelazione e la formulazione dei colori, alcuni suoi dipinti non sono ancora asciutti. In molti suoi autoritratti si può notare il progredire della malattia, i cui sintomi erano una sempre più marcata cianosi e le dita ippocratiche.
Le sue opere sono esposte al Rijksmuseum ad Amsterdam, al Gemeentemuseum ad Arnhem e al Museo Boijmans Van Beuningen a Rotterdam.